# 4. Panzerarmee (Rote Armee)
Die 4. Panzerarmee war ein gepanzerter Großverband der Roten Armee im Zweiten Weltkrieg. Erstmals aufgestellt aus der 28. Armee im Sommer 1942 zur Teilnahme an der Verteidigung Stalingrads, wurde sie schon im Oktober 1942 wieder zur 65. Armee transformiert. Erneut aufgestellt im Juli 1943 aus der Stawka-Reserve, diente sie in der Orjoler Operation, der Dnepr-Karpaten-Operation, der Lwiw-Sandomierz-Operation, der Weichsel-Oder-Operation, der Niederschlesischen und der Oberschlesischen Operation, bevor sie in den Garde-Status erhoben und fortan als 4. Gardepanzerarmee bezeichnet wurde. Als solche nahm sie an der Schlacht um Berlin und der Prager Operation teil.
Nach dem Krieg war sie als Teil der Gruppe der Sowjetischen Besatzungstruppen in Deutschland in der SBZ stationiert, wurde 1949 zur 4. Mechanisierten Gardearmee und 1960 zur 20. Gardearmee umformiert. Letztere zog 1993 aus dem wiedervereinigten Deutschland ab.

## Geschichte

### Zweiter Weltkrieg
Der Großverband trug seit seiner Aufstellung folgende Bezeichnungen:
- 4. Panzerarmee, kurz: 4. PR (1. Januar 1942, Erst-Aufstellung, 15. Juli 1943, zweite Formierung)
- 4. Garde-Panzerarmee (17. März 1945)
- 4. Kadrierte Garde-Panzerdivision (1946–1949, Status)
- 4. Mechanisierte Gardearmee (1949–1957/1960)
- 20. Gardearmee (1960)
- 20. Garde-Panzerarmee (1993, in Woronesch Russland)
- 20. Gardearmee (2015)

#### 1. Aufstellung
Auf Anordnung der Stawka vom 22. Juli 1942 wurde zum 1. August bei der Stalingrader Front die 4. Panzerarmee aus dem Oberkommando der 28. Armee gebildet. Sie umfasste zum Zeitpunkt ihrer Aufstellung ein Panzerkorps (22.), zwei Schützendivisionen und weitere Einheiten. Sie wurde praktisch unmittelbar an die Front bei Kalatsch geworfen, um zusammen mit der 1. Panzerarmee den deutschen Vorstoß auf Stalingrad zu unterbinden. Bei der Teilung der Stalingrader Front Anfang August blieb sie in deren Bestand, bei der Bildung der Donfront Ende September kam sie zu dieser. Am 22. Oktober wurde sie aufgelöst und ihre Teile zur Bildung der 65. Armee verwendet.

#### 2. Aufstellung
Die 4. Panzerarmee wurde zum zweiten Mal am 1. Juli 1943 auf Weisung der Stawka vom 26. Juni und auf Grundlage des 19. Kavalleriekorps im Moskauer Militärbezirk gebildet:
| 11. Panzerkorps               | Generalmajor Nikolai Nikolajewitsch Radkewitsch | 20., 36. und 65. Panzerbrigade sowie 12. motorisierte Schützenbrigade    |
| 30. Panzerkorps               | Generalleutnant Georgi Semjonowitsch Rodin      | 197., 243. und 244. Panzerbrigade sowie 30. motorisierte Schützenbrigade |
| 6. Garde-mechanisiertes Korps | Generalmajor Alexander Iwanowitsch Akimow       | 16. und 17. Garde-mechanisierte Brigade sowie 49. mechanisierte Brigade  |

Ab Ende Juli kam sie im Bestand der West- bzw. Brjansker Front in der Orjoler Operation zum Einsatz. Anschließend wurde ihr Ende August 1943 das 11. Panzerkorps entzogen. Ende September 1943 wurde sie aus der Brjansker Front entlassen und der Reserve der Stawka im Raum Karatschew zugeteilt.
Mitte Februar 1944, während der Dnepr-Karpaten-Operation wurde sie der Reserve der 1. Ukrainischen Front zugeteilt und nahm ab Anfang März an der Proskurow-Czernowitzer Operation gegen die deutsche 1. Panzerarmee teil (→ Kesselschlacht von Kamenez-Podolski). Mitte April erreichte sie die Ausläufer der Karpaten. Sie wurde anschließend zur Auffrischung in den Raum Ternopil verlegt.
Ab dem 13. Juli 1944 kam die 4. Panzerarmee zusammen mit der 1. Panzerarmee und der 3. Gardepanzerarmee in der Lwiw-Sandomierz-Operation zum Einsatz, in der sie Lemberg befreite. Bei der anschließenden Verfolgung der sich zurückziehenden deutschen Truppen überschritt sie die polnische Grenze und war an den Kämpfen um den Brückenkopf von Sandomierz beteiligt.
Im Januar 1945 kam sie mit der 3. Gardepanzerarmee beim Ausbruch aus diesem Brückenkopf und der Verfolgung in Richtung Schlesien zum Einsatz. Über Kielce, Radomsko und Trebnitz vorgehend, erreichte sie bis Ende Januar die Oder südöstlich von Glogau und bildete einen Brückenkopf über den Fluss. Im Rahmen der Niederschlesischen Operation ab Anfang Februar ging sie aus ihrem Brückenkopf auf die Neiße vor, die sie Ende des Monats im Raum Forst erreichte. Anschließend wurde sie nach Oberschlesien verlegt, wo sie von Mitte bis Ende März an der Oberschlesischen Operation beteiligt war. Am 17. März erging die Anweisung des Volkskommissariats für Verteidigung, die 4. Panzerarmee in 4. Gardepanzerarmee umzubenennen.
Die 4. Gardepanzerarmee nahm ab Mitte April aus dem Spree-Brückenkopf bei Groß Döbbern an den Operationen teil, die zur Einkreisung Berlins in der Schlacht um Berlin führten. Teile der Armee schlossen bei Ketzin und Brandenburg an der Havel durch ihr Zusammentreffen mit Einheiten der nördlich um Berlin vorgegangenen Teile der 1. Weißrussischen Front den Belagerungsring und hielten den Vormarsch der „Armee Wenck“ zum Entsatz von Berlin auf. Andere Teile der Armee (10. Panzerkorps) gingen über Michendorf–Saarmund auf Potsdam vor und nahmen am Sturm auf die südwestlichen Stadtteile Berlins teil.
Nach der Kapitulation Berlins am 2. Mai wurde die Armee nach Süden verlegt, um an der Prager Operation, der letzten strategischen Offensive der Sowjetarmee in Europa, teilzunehmen. Am 5. Mai überschritt sie bei Torgau die Elbe und erreichte am 6. Mai Freiberg. Über Frauenstein–Saida ging sie über das Erzgebirge vor und nahm Teplice und am 8. Mai Žatec ein. In der Nacht des 9. Mai erreichte eine Panzerbrigade der Armee Prag, das Gros der Armee zog am folgenden Tag in die Stadt ein. Teile der Armee trafen sich am 9. Mai bei Říčany östlich von Pilsen mit den Amerikanern (2nd Infantry Division der 3. US-Armee).

### Nachkriegszeit
Nach dem Krieg gehört die 4. Gardepanzerarmee zur Gruppe der Sowjetischen Besatzungstruppen in Deutschland. Im Sommer 1946 wurde sie in 4. Garde-mechanisierte Armee umbenannt und Ende Oktober 1946 auf eine Kaderdivision reduziert. Im März 1950 wurde sie erneut vergrößert und wieder in 4. Garde-mechanisierte Armee umbenannt. Ende April 1957 wurde sie erneut umbenannt in 20. Gardearmee. Letztere blieb in der DDR, bis sie im Zuge der Deutschen Wiedervereinigung aufgrund des Zwei-plus-Vier-Vertrags 1991 abgezogen wurde.

## Befehlshaber in der Zeit des Zweiten Weltkriegs
1. Aufstellung
- Wassili Dmitrijewitsch Krjutschonkin – 1. August bis 14. Oktober 1942
- Pawel Iwanowitsch Batow – 14. bis 23. Oktober 1942

2. Aufstellung
- Wassili Michailowitsch Badanow – 26. Juni 1943 bis 29. März 1944
- Dmitri Danilowitsch Leljuschenko – 29. März 1944 bis 17. März 1945

4. Gardepanzerarmee
- Dmitri Danilowitsch Leljuschenko – 17. März 1945 bis Kriegsende

## Trivia
Als im Oktober 1942 die Armee nur noch über 4 Panzer verfügte, die zum Schutz des Hauptquartiers eingesetzt waren, nannte sie Stabschef I.S. Glebow sarkastisch die „vier Panzer Armee“.